# オレンジ色のKissをあげよう
『オレンジ色のKissをあげよう』（おれんじいろのキスをあげよう）は、米倉千尋の3rdシングルである。

## 収録曲
1. オレンジ色のKissをあげよう
  - 作詞：渡辺なつみ・米倉千尋、作曲：南利一、編曲：亀田誠治
  - 「バヤリースオレンジ」コマーシャルイメージソング。
  - 2ndアルバム『Transistor Glamour』にも、収録されている。
2. TRY ON MY DREAMS
  - 作詞：朝倉京子、作曲：三浦一年、編曲：亀田誠治
  - 1stアルバム『Believe』から、シングルカットで収録されている。
3. オレンジ色のKissをあげよう（original karaoke）
4. TRY ON MY DREAMS（original karaoke）